# Euglossa parvula
Euglossa parvula är en biart som beskrevs av Dressler 1982. Euglossa parvula ingår i släktet Euglossa, tribus orkidébin, och familjen långtungebin. Inga underarter finns listade.